# Annunciazione (Tiziano chiesa di San Salvador)
L'Annunciazione è un dipinto del pittore rinascimentale veneto Tiziano Vecellio realizzato tra il 1559-1564 e conservato nella Chiesa di San Salvador a Venezia, per la quale fu commissionato. Originariamente tre dipinti furono commissionati dalla famiglia D'Anna per le loro cappelle nella chiesa di San Salvador a Venezia, nel nord Italia. Solo due di questi tre rimangono nella loro collocazione nella chiesa. A Tiziano vennero commissionati anche altri dipinti per la medesima chiesa: una Trasfigurazione  come pala d'altare dell'altare maggiore, eseguita con aiuti e databile attorno al 1560, e una Crocifissione oggi nella Chiesa di San Domenico ad Ancona. 

## Descrizione e stile
Il dipinto raffigura la scena in cui alla Vergine Maria viene detto che sta portando il figlio di Dio, chiamato l'Annunciazione della Vergine.
Le figure in basso sono Maria Vergine e l'Arcangelo Gabriele. Maria è in stato d'emozione ma Tiziano usa i suoi colori per far risaltare la vista dell'arcangelo; questo è più evidente nella sua gestione della luce celeste si riversa da un'apertura nel cielo nel luogo dell'Annunciazione. Ci sono state opinioni sul diverso uso del colore nel dipinto da Giorgio Vasari a Charles Hope. Ad Hope «non piaceva l'uso dei colori fangosi, i tipi fisici, la posa manierata della Vergine o la figura male disegnata di Gabriele e l'uso inetto del gesto».
L'osservazione di Hope è quasi un'elaborazione della critica di Vasari. 
Bohde spiega - invece - come «i colori fangosi» e la fisicità delle figure rendano la composizione dell'Annunciazione di Tiziano unica ed efficace.
Bohde scriveva: «La pittura di Tiziano si occupa della trasformazione di ciò che è immateriale nella materia, che poi è il cuore del tema dell'Incarnazione».  
Le figure stesse vogliono spiegare il tema principale dell'Incarnazione di Dio nella Vergine. 
Questo tema viene pensato e rappresentato con la colomba nella parte posteriore che riversa una quantità di luce dalle nuvole. 
Le figure stesse spiegano il tema principale dell'Incarnazione di Dio nella Vergine. Il tema passa attraverso la colomba dipinta nella parte posteriore che riversa grandi quantità di luce dalle nuvole. 
Le figure sono diverse dalle altre versioni dell'Annunciazione in altre opere veneziane. 
Tiziano non si collega al mito della città di Venezia fondata nel giorno dell'Annunziata. 
Come afferma Bohde «Tiziano collega semplicemente il luogo dell'Annunciazione con l'interno di San Salvador attraverso il pavimento piastrellato rosso e bianco e la fila di colonne, ma queste caratteristiche servono principalmente a unificare lo spazio pittorico e quello reale, e non sono significativamente e prettamente veneziane». 
La dimensione schiacciante dell'angelo rispetto alla Vergine e le pennellate più espressive vogliono mostrare il tema dell'Incarnazione. Il modo di Tiziano di raffigurare la Vergine mostra la carne come più piena proprio nel suo seno.  
Il rendere la carne della Vergine più evidente pone l'accento sul fatto che Gesù fu creato, anche, dalla carne della Vergine.